# Cimetière militaire allemand de Vignemont
Le Cimetière militaire allemand de Vignemont est un cimetière militaire de la Première Guerre mondiale situé sur le territoire de la commune de Vignemont dans le département de l'Oise.

## Historique
Ce cimetière est édifié en 1918, en même temps que le cimetière militaire français qui se trouve à côté. En 1919 et 1920, on y rassemble des corps provenant d'une centaine de lieux différents, situé jusqu'à 50 kilomètres alentour.
Un petit nombre des soldats inhumés ont été tués en août et septembre 1914, au cours de l'avancée allemande et lors des combats de « la course à la mer », entre Roye-sur-Matz et Noyon, à la mi-septembre. 
La très grande majorité des soldats inhumés ont été tués au cours des batailles de 1918, principalement au cours de la première, en mars, lors de la bataille du Matz, en juin, puis lors de la contre-offensive alliée, en juillet et août.
On a également inhumé dans ce cimetière des prisonniers de guerre morts dans les hôpitaux militaires français.

## Caractéristiques
Le cimetière militaire allemand regroupe 5 333 corps ; 3 802 dans des tombes individuelles (dont 13 n'ont pu être identifiés) matérialisées par des croix en pierre et 1 531 corps dans un ossuaire dont seuls 116 sont identifiés.